# Sven Breidenbach
Sven Breidenbach (Colonia, 18 settembre 1989) è un giocatore di football americano tedesco che gioca nel ruolo di offensive tackle per i Rhein Fire.